# オール日本スーパーマーケット協会
オール日本スーパーマーケット協会（オールにほんスーパーマーケットきょうかい、All Japan Supermarket Association、略称：AJS）は、日本の食品スーパーマーケットチェーン事業者による任意団体。

## 概要
1962年、西日本に拠点を持つスーパーマーケット15社が勉強会を立ち上げたのが活動の源流である。現在も「知恵の共同仕入れ」を合言葉にしており、数多くの研修会を開催している。また、しばしばテレビ等で取り上げられている「チェッカーフェスティバル」（レジ係の技術・接客を競うコンテスト）の主催団体でもある。その他にAJSとして様々な研修会（セミナー）の企画・実施を行っている。会員企業、賛助会員、一部のメーカーがこれらのセミナーに参加出来る。有名な所では前説のチェッカーフェスティバルに合わせて、新入社員訓練や経営研修会、各部門チーフ・バイヤー研修会等がある。
同じような組織に「CGCグループ」（シジシージャパン）、「ニチリウグループ」（日本流通産業）、「八社会」があるが、それらの組織とは異なり一般企業ではなく任意団体である。
関連会社として、プライベートブランド「くらし良好」商品の企画、販売等を行うコプロ株式会社を有する。
なお、名誉会長の荒井伸也（安土敏）は映画「スーパーの女」（伊丹十三監督）の原作者であり、映画化に際し同協会も制作に協力している。

## 沿革
- 1962年7月 - オール日本スーパー経営者協会設立。西岡茂（淡路主婦の店社長、当時）が会長に就任。
- 1965年4月 - 北野祐次（関西スーパーマーケット社長、当時）が会長に就任。
- 1972年5月 - オール日本スーパーマーケット協会（AJS）へ改称。
- 1973年3月 - プライベートブランド「トプコ」商品発売開始。
- 1981年8月 - 「第1回チェッカーコンテスト全国大会」開催。
- 1988年1月 - プライベートブランド「生活良好」商品を開発。
- 1990年10月 - トプコ株式会社設立。
- 1993年1月 - トプコ株式会社が「コプロ株式会社」に社名変更。「トプコ」ブランドを「生活良好」に統一。
- 1996年6月 - 制作に協力した映画「スーパーの女」公開。
- 1997年11月 - 北野会長、勲四等瑞宝章受章。
- 2001年6月 - 荒井伸也（サミット会長、当時）が会長に就任。
- 2003年4月 - 荒井会長、藍綬褒章受章。
- 2012年7月 - 海外正会員制度を新設。海外正会員企業第1号となる「全聯實業股份有限公司」（台湾にて全聯福利中心（PX MART）を運営）が入会[2]。
- 2014年6月 - 「生活良好」ブランドを「くらし良好」に改名し、ロゴ・パッケージも刷新することを発表。同年9月より順次導入される[3]。
- 2015年6月 - 田尻一（サミット社長、当時）が会長に就任。荒井伸也が名誉会長に就任。
- 2018年7月 - 本部移転。
- 2019年11月 - 海外正会員企業第2号としてVinCommerce（ベトナムのコングロマリットVingroupの子会社。コンビニエンスストア（VinMart +）、スーパーマーケット（VinMart）等を運営）が入会[4]（のちに脱会）。
- 2021年4月 - 全日本食品株式会社が正会員Aで入会[5]。

## 役員
役員は会員企業の取締役社長で構成され、メンバーは年1回の定期総会及び役員会で承認される。
| 役職     | 氏名       | 所属                                 |
| -------- | ---------- | ------------------------------------ |
| 会長     | 田尻一     | コプロ代表取締役社長                 |
| 副会長   | 福谷耕治   | 関西スーパーマーケット代表取締役社長 |
| 副会長   | 服部哲也   | サミット代表取締役社長               |
| 副会長   | 前原宏之   | とりせん代表取締役社長               |
| 副会長   | 田中康男   | 丸久代表取締役社長                   |
| 副会長   | 中野義久   | ヤマナカ代表取締役社長               |
| 常務理事 | 中村伸一郎 | コプロ常務取締役                     |
| 理事     | 松本英男   | スーパーアルプス代表取締役社長       |
| 理事     | 中村憲治   | エレナ代表取締役社長                 |
| 理事     | 萩原清     | デリシア代表取締役社長               |
| 理事     | 秦雅秀     | 紅屋商事代表取締役社長               |
| 理事     | 高木大     | マルイチ代表取締役                   |
| 理事     | 梅林裕暁   | 丸合代表取締役社長                   |
| 監事     | 若井禎彦   | かましん代表取締役社長               |
| 監事     | 曽根誠司   | 田子重代表取締役会長                 |
| 名誉会長 | 荒井伸也   | 元サミット会長、元AJS会長            |
| 特別顧問 | 玉置泰     | セブンスター代表取締役会長兼社長     |
| 特別顧問 | 松本隆文   | マツモト代表取締役会長               |
| 特別顧問 | 中山保彦   | マツヤスーパー代表取締役会長         |

## 会員企業

### 現行
全60社（2024年3月現在）、並び順と地区分けは公式サイト「会員企業一覧」に準ずる。

#### 北海道・東北
- ダイイチ（北海道）- セブン&アイ・ホールディングスとの提携後、PB商品をセブンプレミアムへ変更し「くらし良好」の取り扱いを終了。
- 紅屋商事（青森県）
- キクコウストア（岩手県）
- 丸江（岩手県）
- マルニ（宮城県）
- 中央市場（秋田県）
- テラタ（秋田県）
- マルダイ（秋田県）
- たかき（山形県）
- ヤマザワ（山形県）- ニチリウグループに加盟しているため、PB商品は「くらし良好」ではなく「くらしモア」を取り扱う。

#### 関東
- セイミヤ（茨城県）
- かましん（栃木県）
- とりせん（群馬県）
- 千葉薬品（千葉県）
- サミット（東京都）
- スーパーアルプス（東京都）
- 全日本食品（東京都）
- 文化堂（東京都）
- マルマンストア（東京都）
- よしや（東京都）

#### 北陸・中部・東海
- アルビス（富山県）- AJSに加盟していた「オレンジマート」を買収した関係でCGCグループと重複加盟しているが、PB商品は従来どおりCGC商品を取り扱い「くらし良好」は取り扱わない。買収されたオレンジマートも「くらし良好」の販売を終了しCGC商品へ切り替えた。
- ママーストアー（福井県）
- いちやまマート（山梨県）
- デリシア（長野県）
- 未来堂高山（岐阜県）
- 田子重（静岡県）
- ナガヤ（静岡県）
- ビッグ富士（静岡県）
- ヤマナカ（愛知県）

#### 近畿
- パリヤ（滋賀県）
- フクヤ（京都府）
- マツモト（京都府）
- マツヤスーパー（京都府）
- 近商ストア（大阪府）- ニチリウグループに加盟しているため、PB商品は「くらし良好」ではなく「くらしモア」を取り扱う。
- 京阪ザ・ストア（大阪府）
- サンプラザ（大阪府）
- 大近（大阪府）
- スーパーナショナル（大阪府）
- 関西スーパーマーケット（兵庫県）
- イズミヤ・阪急オアシス(大阪府)

#### 中国・四国
- 丸合（鳥取県）
- JAしまねラピタ（島根県）
- 天満屋ストア（岡山県）- セブン&アイ・ホールディングスとの提携後、PB商品をセブンプレミアムへ変更し「くらし良好」の取り扱いを終了。
- モリヤマ（広島県）
- 丸久（山口県）
- キョーエイ（徳島県）
- マルヨシセンター（香川県）
- セブンスター（愛媛県）
- ナンコクスーパー（高知県）

#### 九州
- ふくや（福岡県）- 一般には辛子明太子メーカーとしての知名度が高いが、祖業は食料品店であり、福岡市内に業務用食品スーパーを1店舗展開している。
- サンリブ（福岡県）
- マルキョウ（福岡県）
- エレナ（長崎県）
- ジョイフルサンアルファ（長崎県）
- トキハインダストリー（大分県）
- フレイン（大分県）
- マルミヤストア（大分県）
- マルイチ（宮崎県）
- ハルタ（鹿児島県）

#### 海外
- 全聯實業股份有限公司（台湾）
- FUJIMART VIETNAM（ベトナム） - 住友商事が現地企業（BRG）と共同で設立した企業であり[7]、日本国内に「フジマート」の名を持つスーパーマーケットの運営会社及び店舗が複数存在するがいずれも無関係。

### 主な過去の会員企業
- 藤越 - ヨークベニマルとの提携により脱退。後に同社に吸収合併。
- フレックス - アコレ、中部ウエルマートとの合併でフレックスアコレ（現在はマックスバリュ東海）となり、イオングループ入りに伴い脱退。
- ナルス - CGCグループである原信との経営統合のため脱退。
- スピナ - CGCグループの西鉄ストアにスーパーマーケット事業を分割、統合のため脱退。
- ユース - バロー傘下入りのため脱退。
- リベラルスーパーチェーン - CGCグループに加盟のため脱退。その後、2014年に経営破綻し、運営していた店舗のうち3店舗はマルナカに譲渡された。
- ニッショー - 阪急（阪神）百貨店傘下入りのため脱退。（H2O配下になった後、イズミヤ・阪急オアシスとしてAJSに加盟）
- 松坂屋ストア - 大丸ピーコックとの経営統合により脱退。
- クイーンズ伊勢丹
- 西原食品
- 富士屋
- オオサワ
- マルカン百貨店（アルテマルカン） - 食品スーパー部門から撤退（CGCグループのマイヤに移管）のため脱退。
- ファミリー丸広
- 三心 - CGCグループに加盟のため脱退。
- マルシンストア - 岡山県 1992年3月、従前より業務提携をしていたAJS会員企業の天満屋ストアの傘下となり、アイム天満屋に社名変更。2004年に天満屋ストアのグループ企業同士で合併して消滅。
- ベルファニー - 2003年4月、CGCグループであるフレスタの完全子会社、ベル・フレスタに営業権を譲渡。
- モリー - 2013年1月に倒産。
- 東京ストアー - 2013年1月に経営破綻（民事再生法申請）後、CGCグループ加盟のアルビスに買収された。
- 三原スーパー - 2013年3月、CGCグループであるフレスタの子会社となった。
- 江南 - 2013年8月倒産。
- よねや商事 - 2014年3月、ニチリウグループであるヤマザワにより完全子会社化。その後、2018年6月にヤマザワがAJSに加盟している（ニチリウグループ加盟は継続）。
- オレンジマート - 2019年4月、CGCグループであるアルビスにより完全子会社化。同時にアルビスはAJSに加盟した（CGCグループ加盟は継続）。
- エービーシー - 2014年にフジマート四国へ全店舗を譲渡。
- キシショッピングセンター - 2015年、綿半ホールディングスの子会社となり脱退。
- 鶴屋 - 2018年6月、業務不振に伴い閉店。
- 高浜ママーストアー - 閉業。
- 三幸 - 2019年2月、バローホールディングスの子会社となり、のちに脱退。
- 片浜屋 - 2019年6月、CGCグループであるマイヤに株式譲渡。グループ会社となる。
- コノミヤ - 2020年7月、CGCグループであるトミダヤ[注 1]を経営統合し、同時にCGCグループへ加盟した。
- VinCommerce（ベトナム）- AJS2社目となる海外正会員であったが脱退。
- オータニ - 2021年4月、CGCグループであるアークスの子会社になった後[9]、2023年7月に脱退。
- 西山寛商事
- 三谷屋 - 2023年11月脱退[10]。その後2024年2月に事業停止[11]。